# Foot-Ball Associazione Novara 1930-1931
Questa pagina raccoglie i dati riguardanti il  Foot-Ball Associazione Novara nelle competizioni ufficiali della stagione 1930-1931.

## Rosa
| N. |                   | Ruolo | Calciatore              |
| -- | ----------------- | ----- | ----------------------- |
|    | Italia (bandiera) | D     | Barbaglio               |
|    | Italia (bandiera) | C     | Teresio Bercellino      |
|    | Italia (bandiera) | C     | Adriano Bossetti        |
|    | Italia (bandiera) | C     | Casati                  |
|    | Italia (bandiera) | D     | Angelo Cassano          |
|    | Italia (bandiera) | D     | Guido Cavagnino         |
|    | Italia (bandiera) | D     | Libero Checco           |
|    | Italia (bandiera) | C     | Crenna                  |
|    | Italia (bandiera) | A     | Curti                   |
|    | Italia (bandiera) | A     | Guglielmo Dallagiovanna |
|    | Italia (bandiera) | C     | Angelo Galli            |
|    | Italia (bandiera) | P     | Giuseppe Gamba          |
|    | Italia (bandiera) | D     | Arturo Gentili          |

| N. |                   | Ruolo | Calciatore         |
| -- | ----------------- | ----- | ------------------ |
|    | Italia (bandiera) | A     | Silvio Merlo       |
|    | Italia (bandiera) | D     | Edmondo Mornese    |
|    | Italia (bandiera) | A     | Angelo Mosca       |
|    | Italia (bandiera) | C     | Alberto Pagliarini |
|    | Italia (bandiera) | A     | Omaggio Perucco    |
|    | Italia (bandiera) | C     | Lorenzo Piantanida |
|    | Italia (bandiera) | D     | Mario Rabaglio     |
|    | Italia (bandiera) | A     | Augusto Ravetta    |
|    | Italia (bandiera) | A     | Ezio Rizzotti      |
|    | Italia (bandiera) | A     | Roletto            |
|    | Italia (bandiera) | C     | Serrati            |
|    | Italia (bandiera) | P     | Simonetta          |
|    | Italia (bandiera) | A     | Remo Versaldi      |